# Đại hội Thể thao Bán đảo Đông Nam Á 1965
Đại hội Thể thao Bán đảo Đông Nam Á 1965, tên gọi chính thức là Đại hội Thể thao Bán đảo Đông Nam Á lần thứ ba, là sự kiện thể thao đa môn khu vực Đông Nam Á được tổ chức tại Kuala Lumpur, Malaysia từ ngày 14 đến ngày 21 tháng 12 năm 1965, với 14 môn được đưa vào chương trình thi đấu chính thức. Ban đầu, đại hội lần thứ ba dự kiến được tổ chức tại Lào. Tuy nhiên, do gặp khó khăn về tài chính, quốc gia này không thể đảm nhận vai trò chủ nhà. Trước đó hai năm, kỳ đại hội năm 1963 cũng đã bị hủy bỏ khi Campuchia – nước đăng cai khi ấy – xin rút lui vì tình hình bất ổn trong nước. Sau hai lần gián đoạn, Malaysia tiếp nhận quyền đăng cai và trở thành quốc gia thứ ba tổ chức đại hội, sau Thái Lan và Miến Điện (nay là Myanmar). Lễ khai mạc và bế mạc được tổ chức tại sân vận động Merdeka, dưới sự chủ trì của Quốc vương Malaysia, Tuanku Ismail Nasiruddin. Đây là lần đầu tiên Malaysia đăng cai một kỳ đại hội SEAP Games, đánh dấu sự trở lại của phong trào thể thao khu vực sau quãng thời gian bị gián đoạn. Thái Lan tiếp tục khẳng định vị thế dẫn đầu khu vực khi đứng đầu bảng tổng sắp huy chương, theo sau là nước chủ nhà Malaysia và Singapore.

## Đoàn thể thao tham dự
- Miến Điện (135)
- Campuchia (40)
- Lào (20)
- Malaysia (chủ nhà) (189)
- Singapore (114)
- Việt Nam Cộng hòa (121)
- Thái Lan (186)

## Bảng tổng sắp huy chương
| Hạng               | Đoàn               | Vàng | Bạc | Đồng | Tổng số |
| ------------------ | ------------------ | ---- | --- | ---- | ------- |
| 1                  | Thái Lan (THA)     | 38   | 33  | 35   | 106     |
| 2                  | Malaysia (MAL)     | 33   | 36  | 28   | 97      |
| 3                  | Singapore (SIN)    | 18   | 14  | 16   | 48      |
| 4                  | Miến Điện (BIR)    | 8    | 7   | 18   | 33      |
| 5                  | Việt Nam (VIE)     | 5    | 7   | 7    | 19      |
| 6                  | Lào (LAO)          | 0    | 0   | 2    | 2       |
| Tổng số (6 đơn vị) | Tổng số (6 đơn vị) | 102  | 97  | 106  | 305     |

## Môn thể thao
- Bắn súng  (chi tiết)

- Bóng bàn  (chi tiết)

- Bóng chuyền  (chi tiết)

- Bóng đá  (chi tiết)

- Bóng rổ  (chi tiết)

- Cầu lông  (chi tiết)

- Cầu mây  (chi tiết)

- Cử tạ  (chi tiết)

- Điền kinh  (chi tiết)

- Judo  (chi tiết)

- Quần vợt  (chi tiết)

- Quyền anh  (chi tiết)

- Thể thao dưới nước  (chi tiết)

- Xe đạp  (chi tiết)